# Bànksia de Menzies

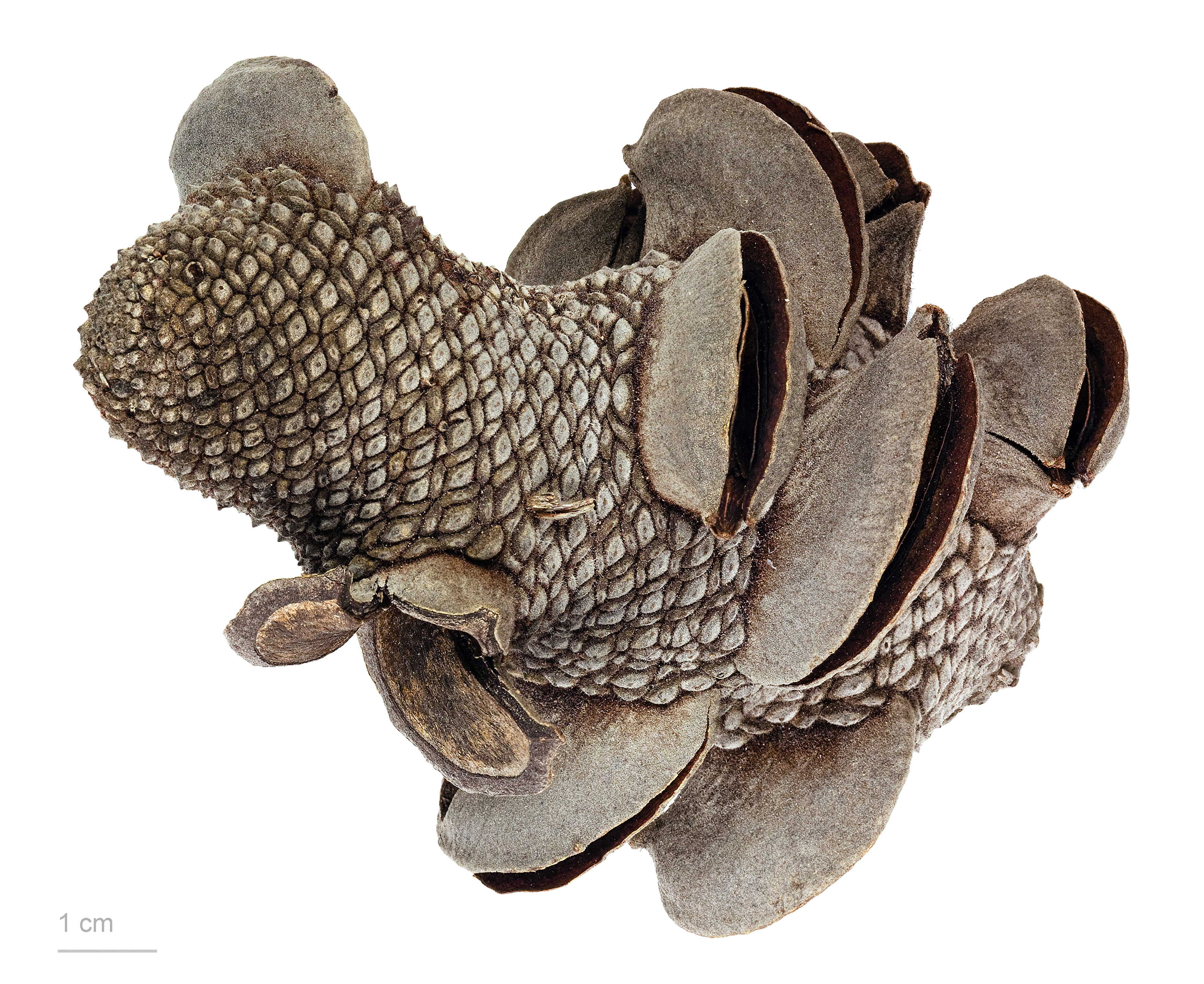
Banksia menziesii

La bànksia de Menzies (Banksia menziesii) és una espècie d'angiosperma de la família de les proteàcies (Proteaceae) endèmica d'Austràlia Occidental, des de la zona de Perth (32° S) fins al riu Murchison (27° S) al nord.
És una de les Banksia descrita per primera vegada pel botànic Robert Brown a la primeria del s. XIX. Una Banksia distintiva, que ha tingut una història taxonòmica sense esdeveniments.
Com que és una planta relativament resistent al fred, Banksia menziesii se sol veure en jardins i plantacions d'àrees urbanes australianes amb climes mediterranis; la seua sensibilitat al decaïment (dieback en anglés) fa que tinga una vida curta en climes amb humitat a l'estiu com ara Sydney.
Banksia menziesii s'usa en la floricultura a Austràlia i altres estats.

## Descripció

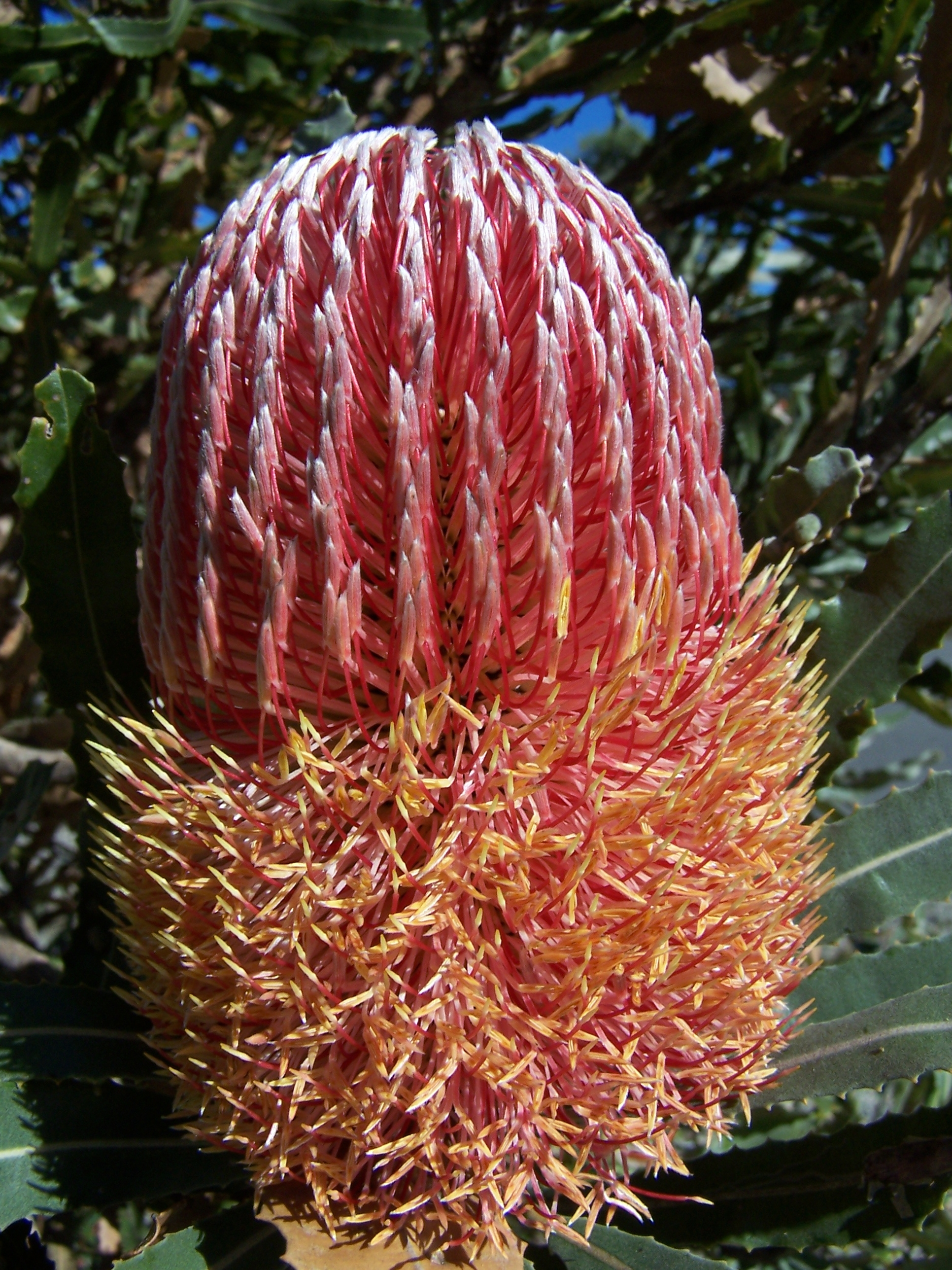
Inflorescència

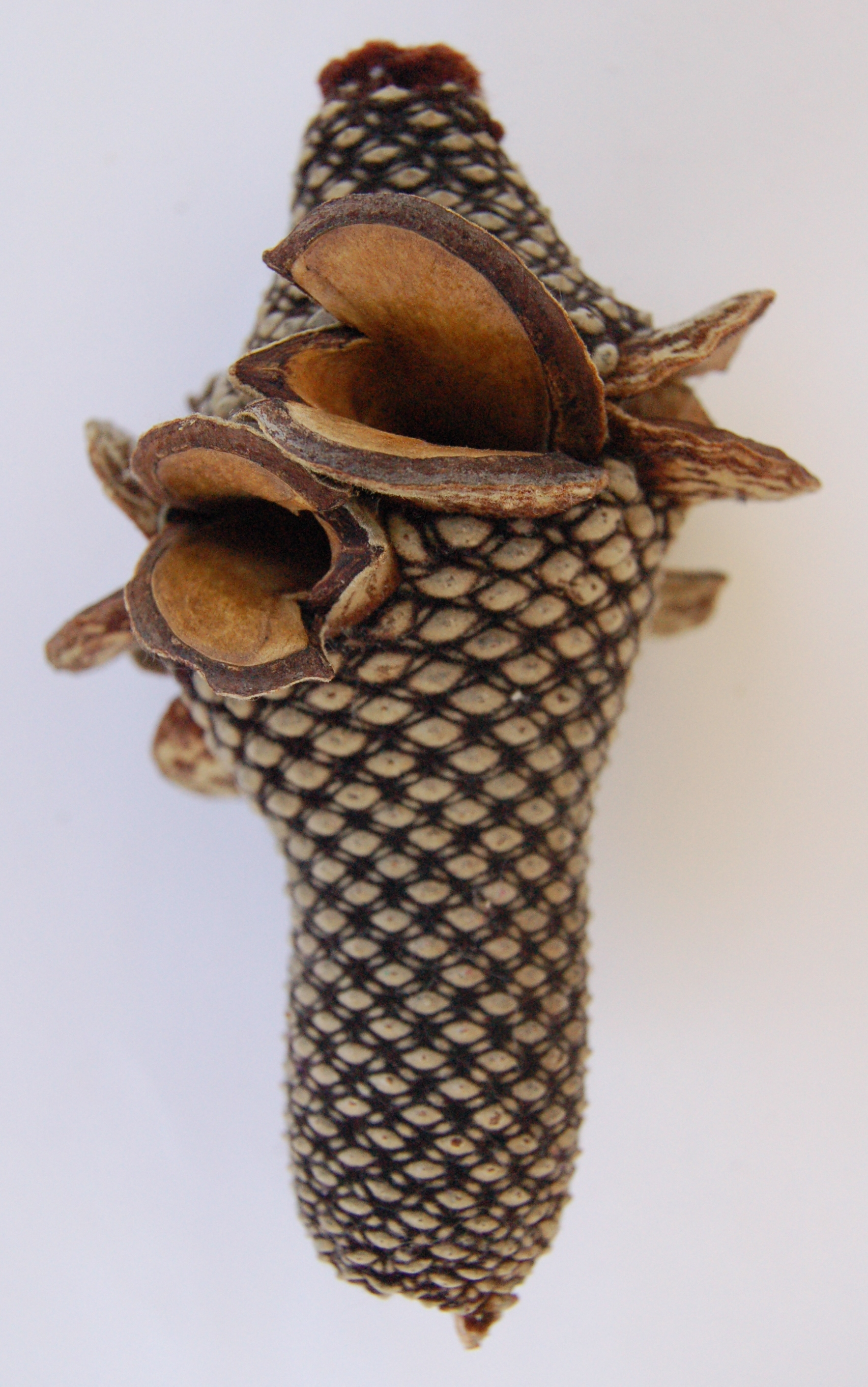
Inflorescència, i. e. "con"

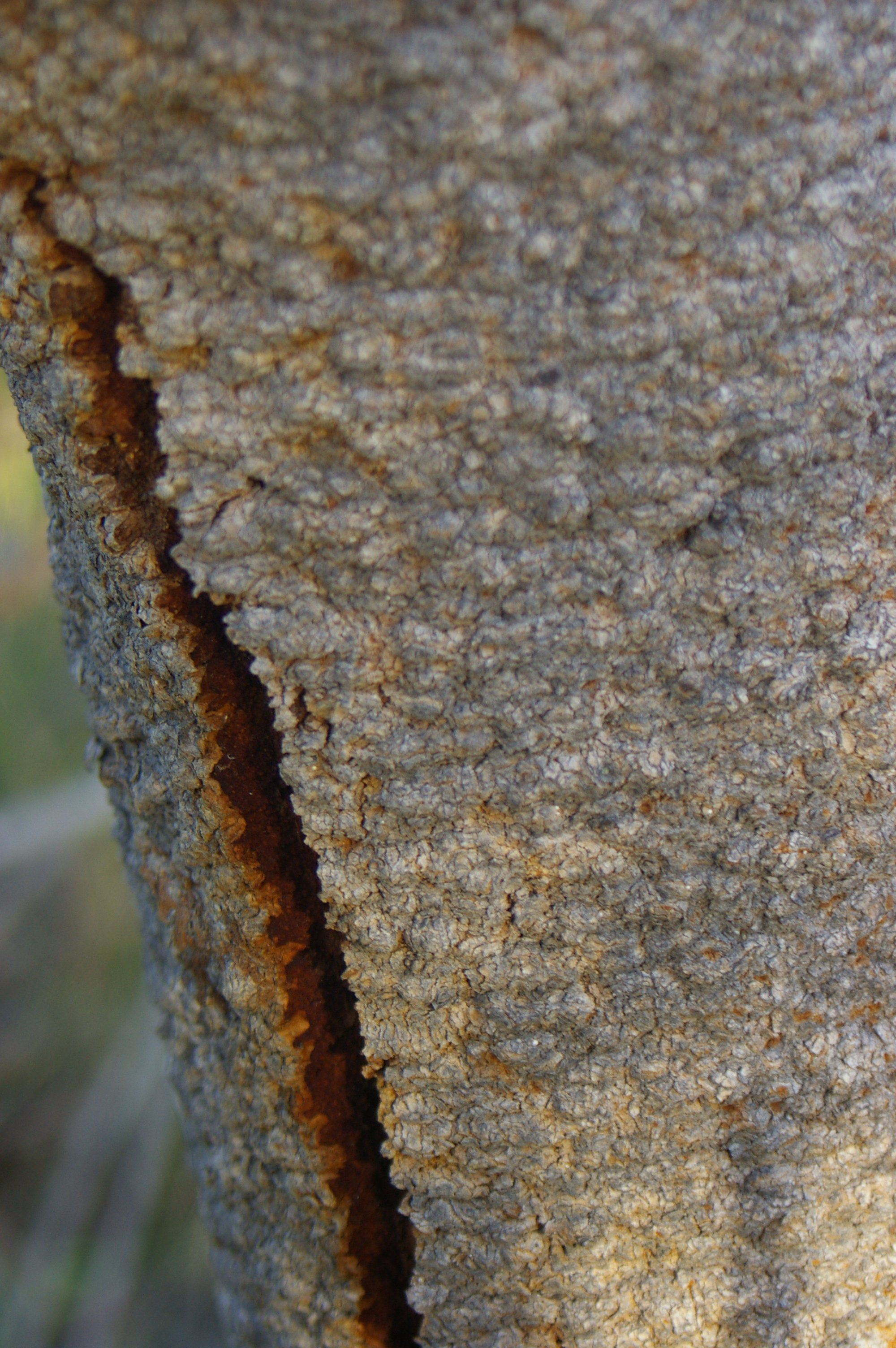
Escorça

Pot ser un arbre nuós de 7 m o un arbust més menut de 1-3 m. El tronc és grisenc i rugós, les fulles serrades de color verd-grisenc i de 8-25 cm de llarg i 4 cm d'ample, amb un nou creixement més pàl·lid i finament sedós. La floració hi ocorre a la tardor i a l'hivern.
Les inflorescències, de forma ovoide a cilíndrica, poden ser de fins a 7-8 cm d'amplària i 4-12 cm d'alt. Són molt cridaneres de prop però poden semblar discretes a distància. Les inflorescències solen ser-ne d'un roig profund després del clima fred i el color s'intensifica durant l'hivern. Algunes plantes tenen inflorescències grogues i blanques; d'altres són de color bronze.
Les flors velles solen caure ràpid, fins a 25 grans fol·licles. Quan són noves, solen ser prominents i atractives.
La planta depén del foc per reproduir-se ja que els fol·licles s'obren amb el foc; cada fol·licle produeix una o dues llavors viables en forma de tascó, separades per un tel llenyós. Banksia menziesii és lignotúber.
El color i nivell de pigmentació en presagia el color eventual de la inflorescència. Kevin Collins recordava que durant molts anys les llavors blanques havien estat descartades pels col·leccionistes de llavors, perquè les creien infèrtils. Més tard s'adonà que les llavors pàl·lides produïen flors grogues, les grises fosques les típicament roges, i les negres les flors de color bronze.

## Taxonomia

### Història taxonòmica
Charles Fraser replegà espècimens de B. menziesii per primera vegada durant l'exploració del capità James Stirling al març de 1827 al riu Swan. A l'any següent, Alexander Macleay envià alguns espècimens de Fraser a Robert Brown. Brown publicà l'espècie en Supplementum Primum Prodromi Florae Novae Hollandiae de 1830, i li donà l'epítet "menziesii" en honor d'Archibald Menzies, cirurgià naturalista a bord d'un navili sota les ordres de George Vancouver, que "descobrí" King George Sound el 1791. Per tant, el nom complet de l'espècie és Banksia menziesii R.br. Ni Brown ni Menzies veieren mai la planta viva.
Sota l'arranjament taxonòmic de Banksia de Brown, B. menziesii fou col·locada en el subgènere Banksia verae, les 'veritables Banksia', perquè la inflorescència és una espiga floral típica de Banksia. Banksia verae canvià de nom a Eubanksia per Stephan Ladislaus Endlicher al 1847, i fou degradada a un rang seccional per Carl Meissner en la seua classificació del 1856. Meissner, més tard, dividí Eubanksia en quatre sèries, amb B. menziesii dins la sèrie Salicinae. Quan George Bentham publica el seu arranjament taxonòmic al 1870 en Flora Australiensis, descarta les sèries de Meissner i les reemplaça amb quatre seccions. B. menziesii fou inclosa en Orthostylis, una secció una mica heterogènia que conté 18 espècies. Aquest arranjament duraria més d'un segle.
El 1891, Otto Kuntze desafia el nom genèric Banksia L.f., perquè el nom Banksia havia estat prèviament publicat al 1775 com Banksia J.R.Forst & G.Forst, referint-se al gènere ara conegut com a Pimelea. Kuntze hi proposa Sirmuellera com una alternativa, i republica B. menziesii com "Sirmuellera menziesii" [sic]. El desafiament fallà, Banksia L.f. fou un nom formalment conservat, i Sirmuellera menziesii (R.br.) Kuntze és ara un sinònim de B. menziesii.

### Col·locació actual
Alex George publicà un nou arranjament taxonòmic de Banksia en la seua monografia The genus Banksia L.f. (Proteaceae). Eubanksia d'Endlicher arribà a ser B. subg. Banksia, i fou dividida en tres seccions. B. menziesii s'inclogué en B. sect. Banksia, i es dividí més endavant en nou sèries, amb B. menziesii col·locada en B. ser. Spicigerae. Ja que la publicació original de Brown havia tractat tots els espècimens de Fraser com a tipus per a l'espècie, George també trià un tipus i seleccionà un arbre que Fraser havia rebut de Macleay al maig de 1828.
El 1996, Kevin Thiele i Pauline Ladiges publiquen un nou arranjament per al gènere, després que les anàlisis cladístiques produïssen un cladograma diferent de l'arranjament. L'arranjament taxonòmic de Thiele i Ladiges de Banksia va retenir B. menziesii en la sèrie Banksia, i la inclogué en B. subser. Cratistylis al costat d'altres nou espècies. Aquest arranjament es mantingué fins a 1999, quan George reverteix el seu arranjament de 1981 en la seua monografia Flora d'Austràlia.
Amb l'arranjament taxonòmic de George de la Banksia, la col·locació taxonòmica de B. menziesii es pot resumir així:
Gènere Banksia
Subgènere Banksia
Secció Banksia
Sèrie Salicinae
Sèrie Grans
Sèrie Banksia
B. serrata
B. aemula
B. ornata
B. baxteri
B. speciosa
B. menziesii
B. candolleana
B. sceptrum
Sèrie Crocinae
Sèrie Prostratae
Sèrie Cyrtostylis
Sèrie Tetragonae
Sèrie Bauerinae
Sèrie Quercinae
Secció Coccinea
Secció Oncostylis
Subgènere Isostylis
B. menziesii no s'assembla a cap altra Banksia; George pressentí que els seus parents més propers eren B. speciosa i B. baxteri, que difereix de B. menziesii perquè té les flors grogues i les fulles amb lòbuls molt triangulars. El 2002, un estudi molecular d'Austin Mast mostrà que els seus parents més propers pertanyen a la sèrie Crocinae.
El 2005, Mast, Eric Jones i Shawn Havery publiquen els resultats de les seues anàlisis cladístiques de les dades de la seqüència d'ADN de Banksia. N'infereixen una filogènia molt diferent dels arranjaments taxonòmics acceptats, a més que es demostrà que Banksia és parafilètica pel que fa a Dryandra. A la primeria de 2007 Mast i Thiele transfereixen Dryandra a Banksia, i publiquen B. subg. Spathulatae per a les espècies que tenen cotiledons en forma de cullera; així, redefineixen B. subg. Banksia.

### Variació dins de l'espècie

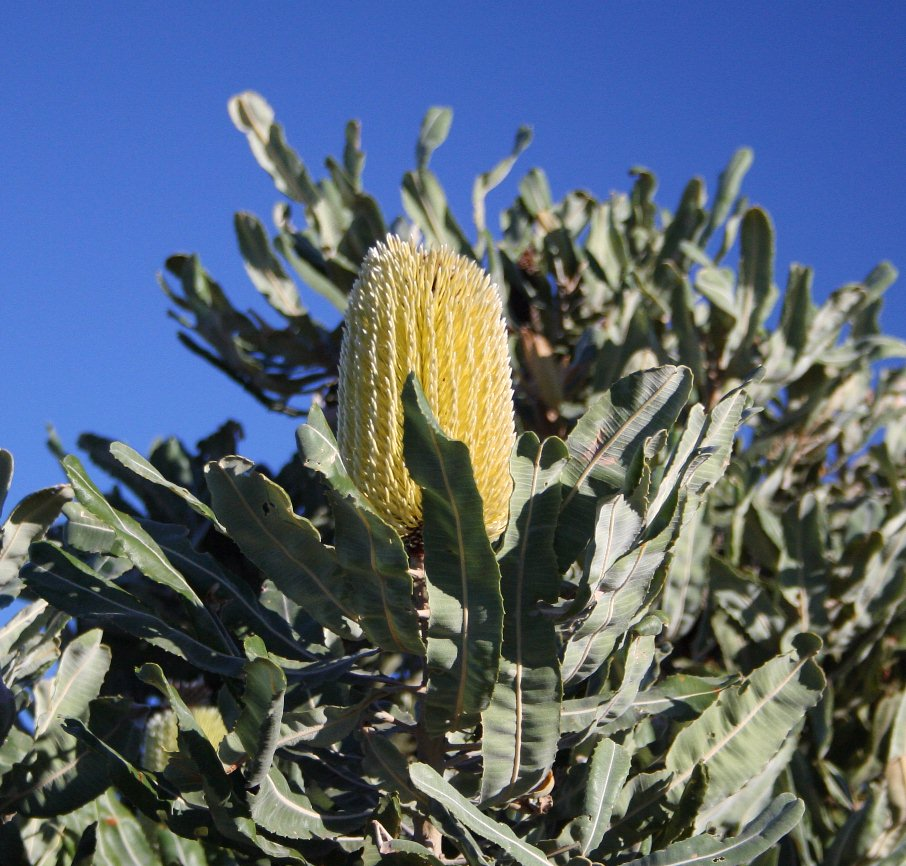
Variant de flor de color groc, en capoll madur prop de Cataby

B. menziesii és inusualment variable en dos aspectes: varia en hàbit, creixent com un arbre en la major part de la seua distribució, però usualment és un arbust al nord de la seua extensió. No n'hi ha una clara divisió: es classifiquen juntes tant en forma com en distribució. D'altra banda, B. menziesii té més variants de color que altres espècies Banksia, amb flors en un ampli rang de roses, a més de xocolata, bronze, groc i verdoses. La variació en altres característiques és prou típica del gènere. Segons George, B. menziesii és «una espècie clarament definida».

### Híbrids
Com que B. menziesii no es pareix a altres Banksia, és improbable que n'hi haja híbrids. L'únic híbrid és un estèril resultant de B. hookeriana, trobat al nord de Badgingarra per Greg Keighery. L'encreuament manual B. attenuata ha resultat en germinació, i això indica que aquestes dues espècies són genèticament compatibles, però els híbrids naturals són molt improbables perquè floreixen en diferents èpoques.

## Distribució i hàbitat

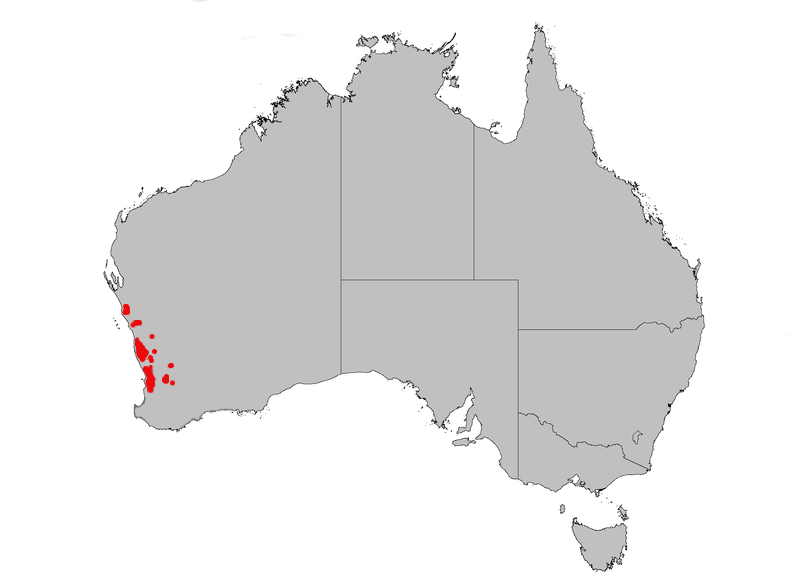
Distribució de B. menziesii

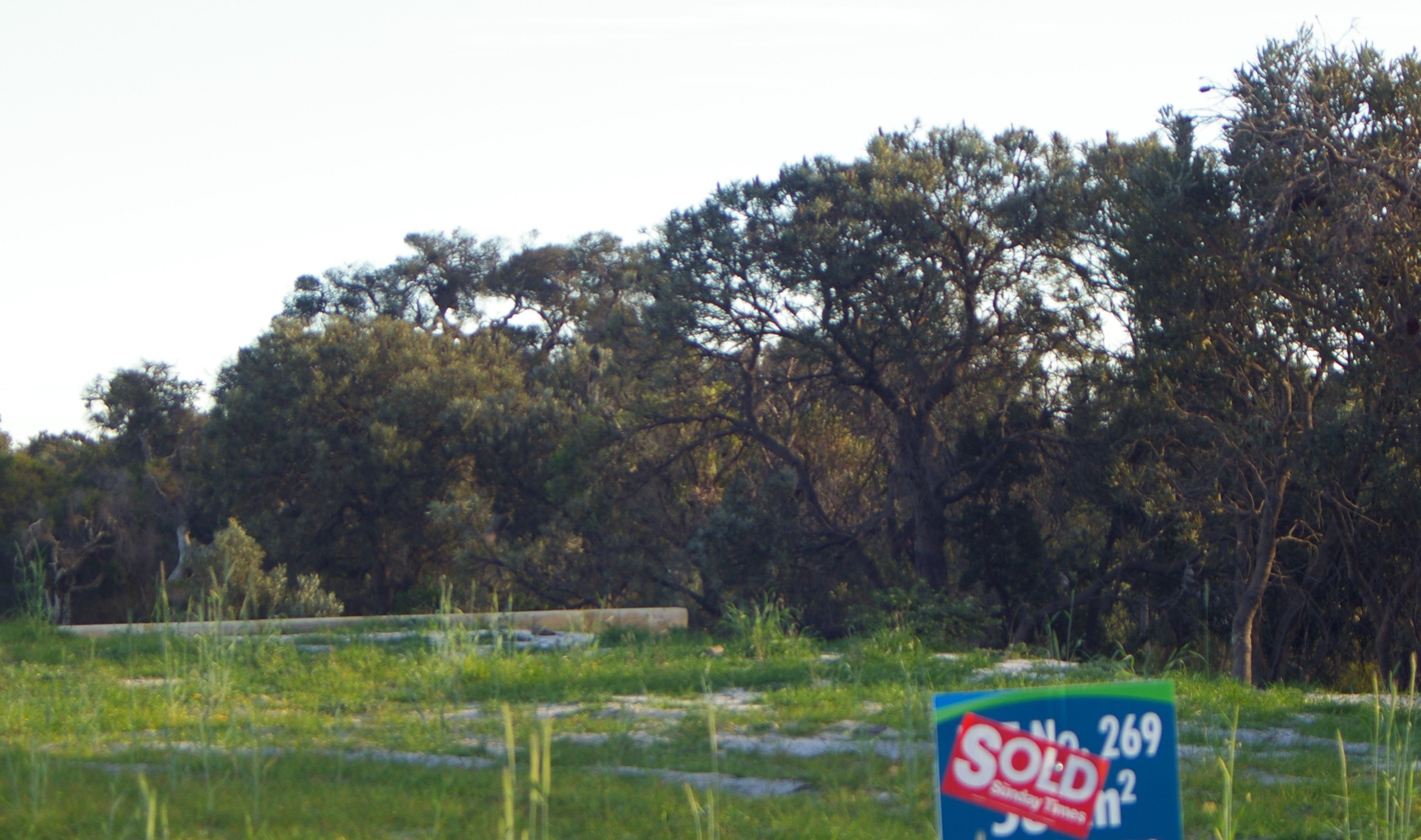
La més gran amenaça per a Banksia menziesii és la destrucció de boscs per a construir cases

B. menziesii creix primàriament en sòls profunds arenosos de Swan Coastal Plain i Geraldton Sandplains; s'estén des de Waroona al sud de Kalbarri al nord. Està limitada a l'est pels sòls pesats dels monts Darling, però creix bé en àrees aïllades de sorra a les zones de Jarrah Forest i Avon Wheatbelt, com les que creixen prop de Beverley, Toodyay i Wongan Hills. El més oriental és un espècimen replegat per Roger Hnatiuk al 1979 al nord-oest de Brookton, aproximadament a 125 km de la costa.
Amb Banksia attenuata, B. menziesii és un component dominant en alguns complexos de vegetació amb Banksia low woodland i Jarrah-Banksia woodland. Aquests complexos només es donen en sorres profundes i drenades, sòls estacionalment humits: B. menziesii i B. attenuata per donar pas a altres espècies de Banksia com B. littoralis o B. telmatiaea.
En les planes sorrenques de Geraldton al nord, B. menziesii creix com un arbust o un petit arbre sobreeixint de la baixa vegetació semblant a una landa.

## Ecologia
Un estudi provà que Banksia menziesii aconseguia alçada d'arbre i tenia més cons a la vora dels camins amb més disponibilitat de nutrients i aigua.

## Cultiu

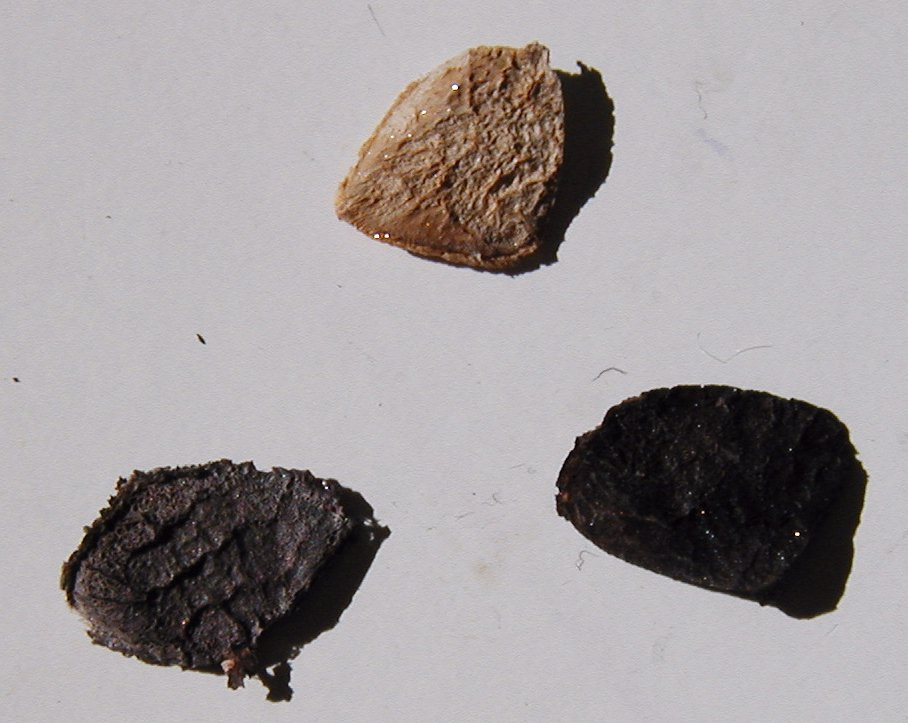
Llavors de flors grogues, dalt. Roges avall esquerra. Bronze avall dreta

És fàcil de cultivar en clima mediterrani amb bon drenatge i sòl lleuger (sorrenc); és sensible, però, a Phytophthora cinnamomi (decaïment), i no es desenvolupa bé en humitat a l'estiu o poc de drenatge. Se'n ven una forma nana en vivers. Les plantes que es troben en vivers o jardins solen tenir flors roges, i de vegades en floricultura hi ha variants de color bronze.